# Pély
Pély is een plaats (község) en gemeente in het Hongaarse comitaat Heves. Pély telt 1571 inwoners (2002).